# Forêt de la Guerche
La forêt de la Guerche est une forêt française située à la limite est de la Bretagne, sur les communes de Rannée, Chelun et Saint-Aignan-sur-Roë, dans le département d'Ille-et-Vilaine en Bretagne.
Elle s'étend sur une surface de 3 228 ha.

## Histoire
Les forêts de Fougères, du Pertre, de La Guerche et d'Araize devaient former autrefois une ligne continue de forêts entre les Redones et les Cenomani, une sorte de première marche frontière entre la Bretagne, le Maine et l'Anjou.
Le "chemin des Saulniers", ancienne voie gallo-romaine, et même probablement chemin protohistorique (de nombreux mégalithes jalonnent son tracé), en bonne partie identifié, passait au nord du bourg de Saulnières et se poursuivait en direction de l'Anjou pour y livrer le sel, passant notamment au sud de la forêt de la Guerche.
En 1943, sous le nom de code Bruno, des troupes allemandes installèrent un dépôt de carburant dans la forêt de La Guerche ; ce dépôt était relié à une ligne ferroviaire disparue depuis.
Dans la forêt de La-Guerche-de-Bretagne, il y avait deux commandos de prisonniers de guerre de la fin de 1944 au début de 1946 : celui des Allemands (69 prisonniers) était misérable, tandis que le groupe des Italiens (25 prisonniers) était très bien nourri.

## Activité
La forêt est propriété privée intégrale de la Société immobilière de l’Ouest. Grillagée, elle n'est ouverte au public qu'en partie, par la D106 en venant de La Selle-Guerchaise.
Elle sert à la production de bois et aux activités de chasse.

## Faune et flore
La forêt est inventoriée en ZNIEFF de niveau 2. Il a été inventorié près de 28 espèces végétales et 78 espèces d'oiseaux.

## Le Chêne à la Vierge

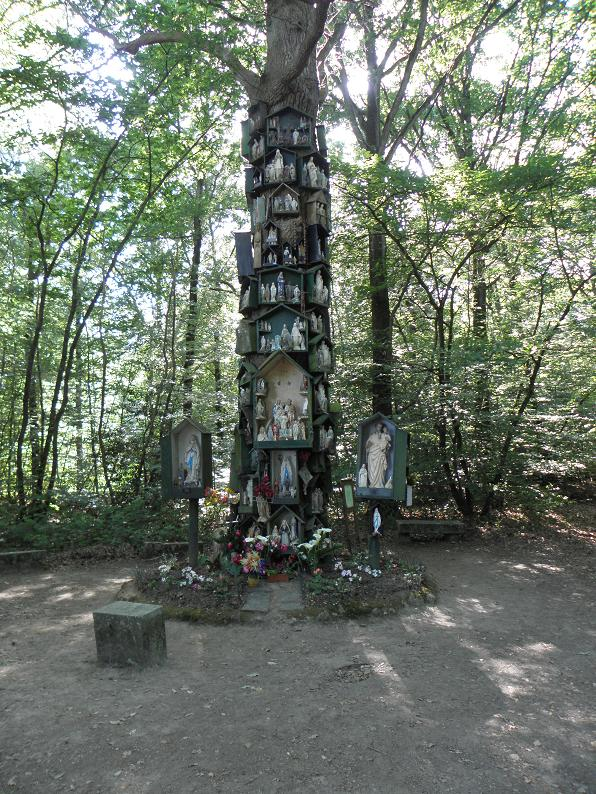
Le Chêne à la Vierge

La légende raconte ainsi que lors de la Révolution française, en peine Terreur, des soldats républicains surprirent une jeune paysanne en train de prier devant une statue de la Vierge, nichée au creux d’un chêne. Ils la sommèrent alors de leur révéler où se trouvait le curé réfractaire de la paroisse. Comme la jeune fille refusait de dénoncer le prêtre, elle fut saisie, puis fusillée au pied de l’arbre, sans autre forme de procès.
En avril 2018, le "Chêne à la Vierge" a été victime d'un incendie, détruisant des dizaines de niches en bois, contenant des statuettes à l’effigie de la Vierge, de Jésus ou d’autres saints, et d’ex-votos. Un an après, il avait retrouvé une partie de son apparence antérieure grâce à la dévotion de fidèles.